# André Pilette
 André Pilette  va ser un pilot de curses automobilístiques belga que va arribar a disputar curses de Fórmula 1.
André Pilette va néixer el 6 d'octubre del 1918 a París, França. Va morir el 27 de desembre del 1993 a Etterbeek, Bèlgica.

## A la F1
Va debutar a la segona temporada de la història del campionat del món de la Fórmula 1, l'any 1951, disputant el 17 de juny del 1951 el GP de Bèlgica, que era la tercera prova de la temporada.
André Pilette va participar en un total de catorze curses puntuables pel campionat de la F1, repartides al llarg de set temporades no consecutives a la F1, les que corresponen als anys 1951, 1953, 1954, 1956, 1961, 1963 i 1964.
Pilette va competir en nombroses proves automobilístiques fora de la F1.

## Resultats a la F1
| Any  | Equip                 | Xassís      | Motor       | 1   | 2     | 3       | 4      | 5     | 6       | 7       | 8       | 9   | 10  | Posició | Punts |
| ---- | --------------------- | ----------- | ----------- | --- | ----- | ------- | ------ | ----- | ------- | ------- | ------- | --- | --- | ------- | ----- |
| 1951 | Ecurie Belgique       | Talbot-Lago | Talbot      | SUI | 500   | BEL 6   | FRA    | GBR   | ALE     | ITA     | ESP     |     |     | -       | 0     |
| 1953 | Ecurie Belge          | Connaught   | Lea-Francis | ARG | 500   | HOL     | BEL NC | FRA   | GBR     | ALE     | SUI Ret | ITA |     | -       | 0     |
| 1954 | Equipe Gordini        | Gordini     | Gordini     | ARG | 500   | BEL 5   | FRA    | GBR 9 | ALE Ret | SUI     | ITA     | ESP |     | 19      | 2     |
| 1956 | Equipe Gordini        | Gordini     | Gordini     | ARG | MON 1 | 500     |        |       |         | ALE NVS | ITA     |     |     | -       | 0     |
| 1956 | Scuderia Ferrari      | Lancia      | Ferrari     |     |       |         | BEL 6  |       |         |         |         |     |     | -       | 0     |
| 1956 | Equipe Gordini        | Gordini     | Gordini     |     |       |         |        | FRA 6 | GBR     |         |         |     |     | -       | 0     |
| 1961 | André Pilette         | Emeryson    | Climax      | MON | HOL   | BEL     | FRA    | GBR   | ALE     | USA     | ITA DNQ |     |     | -       | 0     |
| 1963 | Tim Parnell           | Lotus       | Climax      | MON | BEL   | HOL     | FRA    | GBR   | ALE     |         |         |     |     | -       | 0     |
| 1963 | André Pilette         | Lotus       | Climax      |     |       |         |        |       |         | ITA DNQ | USA     | MEX | SUD | -       | 0     |
| 1964 | Equipe Scirocco Belge | Scirocco    | Climax      | MON | HOL   | BEL Ret | FRA    | GBR   | ALE DNQ | AUT     | ITA     | USA | MEX | -       | 0     |

### Resum
| Curses | Victòries | Pòdiums | Poles | Voltes ràpides | Punts |
| ------ | --------- | ------- | ----- | -------------- | ----- |
| 14     | 0         | 0       | 0     | 0              | 2     |